# Point nodal
issus de l'optique et de la photographie, les termes point nodal, centre optique et pupille d'entrée sont fréquemment amalgamés. Cet article vise à clarifier ces notions.

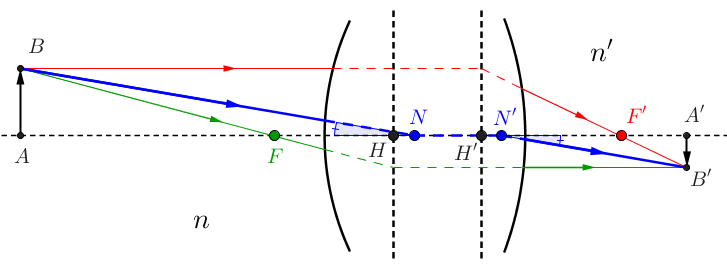
Schéma d'un système optique convergent avec plusieurs points et plans particuliers. A et B sont les points de l'objet et A' et B' leurs images conjuguées par le système optique. Les plans principaux H et H' sont indiqués ainsi que les deux points nodaux N et N'.

Les points nodaux d'un système optique sont deux points de l'axe optique notés N et N', conjugués l'un de l'autre, pour lesquels les angles d'inclinaison des rayons par rapport à l'axe, passant en N et sortant en N' sont identiques. N est appelé point nodal objet ou point nodal d'incidence, N' est appelé point nodal image ou point nodal d'émergence.
Les points nodaux font partie des points cardinaux d'un système optique.

## Propriétés des points nodaux
Le grandissement angulaire pour N et N' est égal à 1.
Dans le cas général, avec un indice différent dans l'espace objet et image, les points principaux et les points nodaux sont liés par la relation {\displaystyle {\overline {H'N'}}={\overline {HN}}=f+f'} où {\displaystyle f} et {\displaystyle f'} sont les distances focales objet et image. Mais pour un système optique dont les milieux transparents d'entrée et de sortie ont le même indice de réfraction, les points nodaux sont confondus avec les points principaux H et H'. C'est le cas courant de l'optique photographique : entrée et sortie dans l'air.
Les points nodaux sont liés au centre optique d'un système lorsqu'il est centré, c'est-à-dire à symétrie de révolution : le centre optique O est le conjugué de N par la partie antérieure à O du système ; N' est le conjugué de O par la partie postérieure à O du système.

## Points nodaux de systèmes optiques simples
Les approximations propres aux lentilles minces font que l'on considère dans le cas de ces éléments optiques que les points nodaux sont confondus avec le centre optique O de la lentille.

## Application à la photographie
En photographie le centre de la pupille d'entrée de l'appareil est souvent appelé abusivement « point nodal » du système, bien que le point nodal de l'objectif ne se situe pas toujours au centre de la pupille d'entrée. La position de la pupille d'entrée et le point nodal ne sont pas définis de la même façon et n'ont pas les mêmes propriétés. La pupille d'entrée est le conjugué du plus petit diaphragme de l'objectif par les optiques antérieures à ce diaphragme.
Le point nodal d'un objectif photographique ne correspond à la pupille d'entrée que si la formule optique du système est symétrique par rapport à son diaphragme.

## Optique ophtalmique
Dans le modèle de l'œil de Le Grand, les points nodaux sont aux environs de la face postérieure du cristallin et sont distants l'un de l'autre de 0,3 mm. Dans l'œil réduit (comme le modèle d'œil réduit de Listing), points nodaux et centre optique de l’œil sont confondus et nommés point nodal unique. Dans les modèles faisant apparaître deux points nodaux distincts, on parle parfois de point nodal antérieur ou premier point nodal pour le point nodal objet.
L'axe visuel est l'axe passant par le point nodal de l’œil et le point de fixation. L'angle visuel est de ce fait l'angle entre l'axe optique de l’œil et l'axe visuel,.
Dans l’œil humain en général, le point nodal est situé au point de concours des axes des cônes situés sur la rétine. Pour la plupart des yeux emmétropes, le point nodal est situé à 7 mm derrière la cornée, légèrement après le cristallin et chez l'être humain adulte, la distance entre le point nodal et la rétine est de 17 mm.